# Womelsdorf (Pennsylvania)
Womelsdorf  è una borough degli Stati Uniti d'America, nella contea di Berks nello Stato della Pennsylvania. Secondo il censimento del 2010 la popolazione è di 2.810 abitanti.

## Società

### Evoluzione demografica
La composizione etnica vede una maggioranza di quella bianca (96,46%), seguita da quella asiatica (1,42%) dati del 2000.
| borough di Womelsdorf Popolazione |       |
| 2000                              | 2.599 |
| Stima al 2009                     | 2.819 |